# Доан
Доан (фр. Doingt) насеље је и општина у североисточној Француској у региону Пикардија, у департману Сома која припада префектури Перон.
По подацима из 2011. године у општини је живело 1330 становника, а густина насељености је износила 154,47 становника/km². Општина се простире на површини од 8,61 km². Налази се на средњој надморској висини од 150 метара (максималној 113 m, а минималној 47 m).

## Демографија
| 1962. | 1968. | 1975. | 1982. | 1990. | 1999. | 2011. |
| ----- | ----- | ----- | ----- | ----- | ----- | ----- |
| 1.517 | 1.542 | 1.564 | 1.449 | 1.415 | 1.383 | 1.330 |

График промене броја становника у току последњих година